# Quintus Acutius Nerva
Quintus Acutius Nerva est un sénateur romain des Ier et IIe siècles membre de la gens Acutia, consul suffect en 100 et gouverneur impérial de Germanie inférieure en 100 et 101 pendant le règne de Trajan.

## Biographie
Il est un des consuls suffects de l'an 100, intervenant comme consul désigné lors du procès de Marius Priscus,.
Il est ensuite gouverneur (légat d'Auguste propréteur) de Germanie inférieure vers 101-102, succédant à Quintus Sosius Senecio.
Il est peut être un parents de l'empereur Nerva donc il partage le cognomen Nerva.